# Cessna Model A
Le Cessna Model A est le premier avion produit par la société Cessna et construit en série en 1927. Il s'agit d'un avion léger monomoteur à ailes hautes, premier Cessna à posséder cette architecture caractéristique des avions Cessna.

## Caractéristiques
Le Cessna model A possède une architecture à ailes hautes et train classique, une structure tubulaire en acier et bois entoilée. Il a été équipé de différents moteurs.

## Versions
Model AA

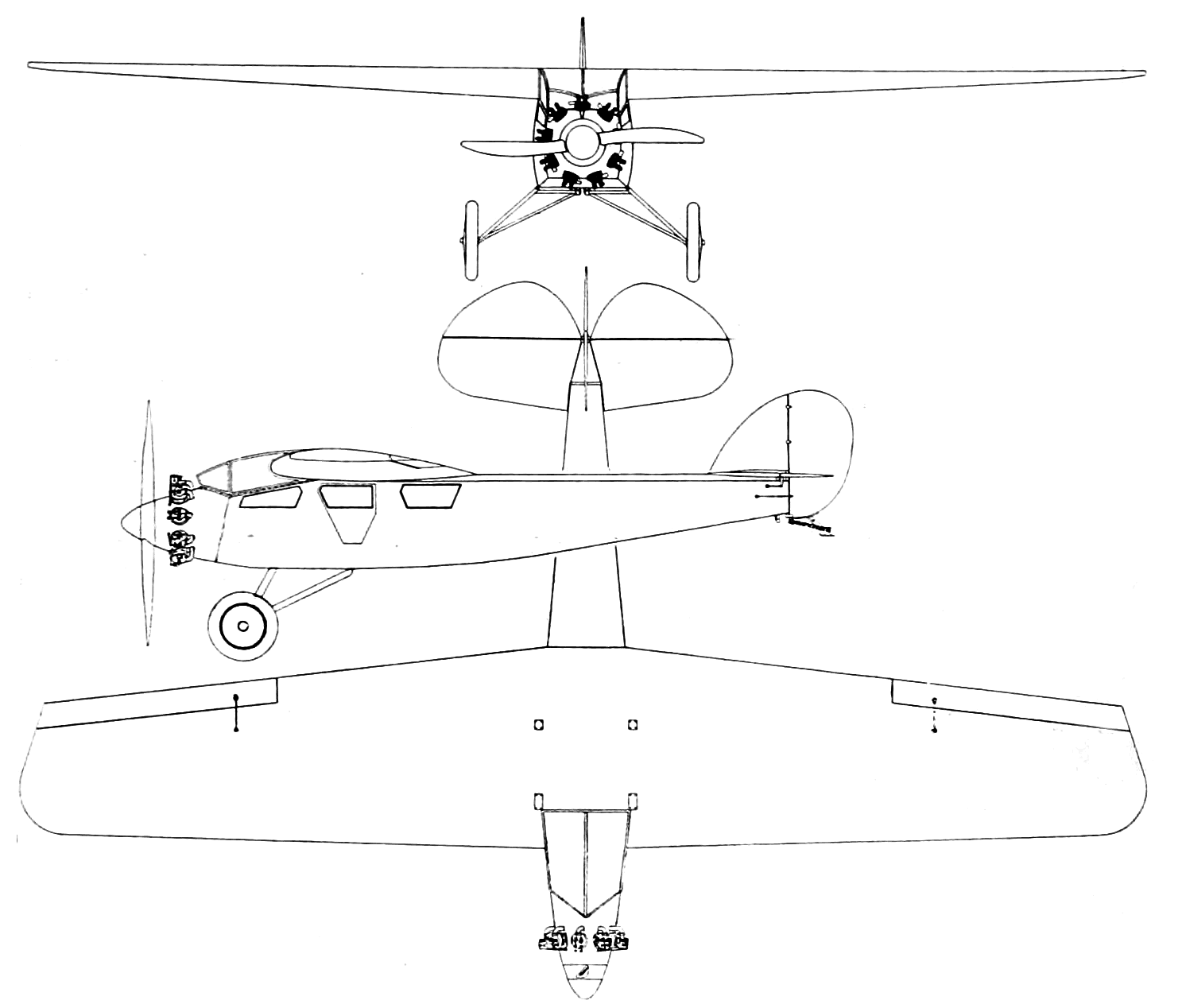
Un dessin du Cessna AF 3-view paru dans le magazine américain Aero Digest en mars 1928.

Moteur Anzani 10 120 ch (89 kW), 14 exemplaires construits
Model AC
Moteur Comet 130 ch (97 kW), 1 exemplaire construit.
Model AF
Moteur Floco/Axelson 150 ch (112 kW), 3 exemplaires construits.
Model AS
Moteur Siemens-Halske 125 ch (93 kW), 4 exemplaires construits.
Model AW
Moteur Warner Scarab 125 ch (93 kW), 48 exemplaires construits.
Model BW
Version à trois sièges avec un moteur Wright J-5 220 ch (164 kW), 13 exemplaires construits.